# Janko Mikula
Janko Mikula, slovenski rimskokatoliški duhovnik, organist in zborovodja, * 29. oktober 1904, Hriber / Zgornje Dobje,  ob Baškem jezeru, † 8. april 1988,  Avstralija.

## Delo
Janko Mikula je leta 1938 skupaj s kmetom Jankom Olipom (očetom treh koroških duhovnikov) iz Sel napisal besedilo za drugo himno koroških Slovencev, za pesem Rož, Podjuna, Zila. Pesem, ki jo je uglasbil Pavle Kernjak, je bila napisana v spomin na koroškega duhovnika Vinka Poljanca, ki je zaradi nacističnega mučenja v celovškem zaporu umrl leta 1938, in bil prva žrtev nacizma med koroškimi slovenskimi duhovniki.